# 22e cérémonie des Kids' Choice Awards

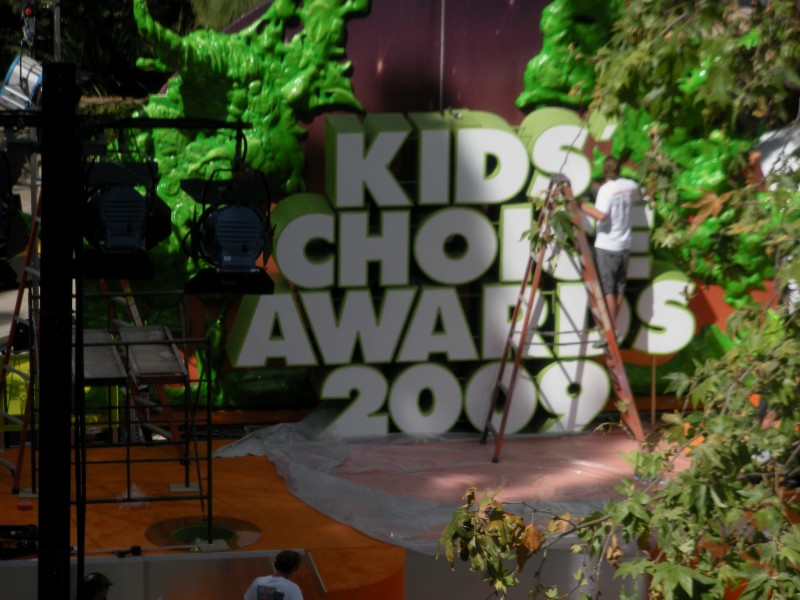
Tapis orange des Kids Choice Awards - 2009 - Los Angeles, Californie.

La 22e cérémonie des Kids' Choice Awards est une cérémonie américaine où les enfants choisissent leurs stars préférées et s'est déroulée le 31 mars 2009.

## Palmarès

### Film
- Film favori : High School Musical 3
- Film d'animation favori : Madagascar 2
- Voix favorite dans un film d'animation : Jack Black dans Kung Fu Panda
- Acteur favori : Will Smith dans Hancock
- Actrice favorite : Vanessa Anne Hudgens dans High School Musical 3

### Télévision
- Émission favorite : iCarly
- Émission de téléréalité favorite : American Idol
- Dessin animé favori : Bob l'éponge
- Actrice télé favorite : Selena Gomez dans Les Sorciers de Waverly Place
- Acteur télé favori : Dylan Sprouse dans La Vie de croisière de Zack et Cody

### Musique
- Chanson favorite : Single Ladies (Put a Ring on It) de Beyoncé Knowles
- Groupe musical favori : Jonas Brothers
- Chanteur favori : Jesse McCartney
- Chanteuse favorite : Miley Cyrus

### Sport
- Athlète masculin favori : Peyton Manning
- Athlète féminine favorite : Candace Parker

### Divers
- Jeu Vidéo favori : Guitar Hero World Tour
- Livre favori : Twilight
- Protecteur de l'environnement favori : Leonardo DiCaprio